# 20. december
20. december er dag 354 i året i den gregorianske kalender (dag 355 i skudår). Der er 11 dage tilbage af året.
- Dagens navn er Abraham.
- Dagen er en af årets fire Tamperdage.

### Begivenheder
Født - Dødsfald
- 1803 - USA's køb af Louisiana fra Frankrig afsluttes officielt.
- 1828 - Johan Ludvig Heiberg ansættes som teaterdigter, og oversætter til en fast gage på 600 rigsdaler årligt.
- 1830 - Efter Den belgiske revolution  enes deltagerne i stormagtskonference i London med Belgien, om at landet adskilles fra Holland.
- 1860 - South Carolina bliver den første delstat, der udtræder af Amerikas Forenede Stater som et skridt på vej mod den amerikanske borgerkrig.
- 1915 - 90.000 englændere, australiere og newzealændere trækker sig tilbage fra Slaget ved Gallipoli efter at være slået af tyrkerne under ledelse af Kemal Atatürk.
- 1917 - Tjekaen, Sovjetunionens første hemmelige politi, oprettes.
- 1933 - Fred Astaires første film med Ginger Rogers som partner, Flying Down to Rio, har premiere i New York City.
- 1957 - Sangeren Elvis Presley indkaldes til amerikansk militærtjeneste.
- 1960 - I Vietnam bliver modstandsbevægelserne mod Saigon-regeringen og mod amerikanerne samlet i Den Nationale Befrielsesfront, Vietcong.
- 1963 - For første gang får vestberlinerne mulighed for at tage på en-dages familiebesøg i Østberlin.
- 1989 - Panamas diktator Manuel Noriega skjuler sig i Vatikanets ambassade, da USA landsætter 20.000 soldater i Panama. Han udleveres senere til USA og dømmes for narkosmugling.
- 1990 - Eduard Shevardnadze trækker sig tilbage fra posten som sovjetisk udenrigsminister.
- 1991 - Folketinget vedtager at hæve momsen fra 22 til 25% fra nytår.
- 1992 - De første amerikanske marinesoldater går i land i Somalia i forbindelse med operation "Genopret Håb".
- 1995 - Politikens chefredaktør Tøger Seidenfaden sigtes for ulovligt optryk af EU-kommissær Ritt Bjerregaards dagbog.
- 1995   - De første NATO-soldater starter fredsmissionen i Bosnien.
- 1996 - Centrum-Demokraterne trækker sig fra Nyrup-regeringen.
- 1997 - En ny, multiresistent salmonellabakterie, DT 104, opdages i USA og Europa.
- 1999 - Den lille portugisiske koloni Macau overdrages til Kina. Macau blev etableret 1557 som den første europæiske koloni i Kina.
- 2001 - Undtagelsestilstand i Argentina efter uroligheder pga. økonomisk kaos.
- 2019 - United States Space Force grundlægges.

### Født
- 1537 - Johan 3., svensk konge (død 1592).
- 1845 - Alexander Zick, tysk historie-, portræt- og genremaler (død 1907).
- 1862 - Balthazar Schnitler, norsk forfatter, dramatiker og foredragsholder. (død 1913).
- 1865 - Einar Holbøll, dansk postmester og julemærkets skaber (død 1927).
- 1890 - Jaroslav Heyrovský, tjekkisk kemiker. Nobelpris 1959 i kemi (død 1976).
- 1898 - Irene Dunne, amerikansk skuespiller (død 1990).
- 1908 - Svend Nicolaisen, dansk violinist og kapelmester (død 1991).
- 1909 - Vagn Holmboe, dansk komponist (død 1996).
- 1914 - Asta Hansen, dansk skuespiller (død 1962).
- 1916 - Helge Halkjær, dansk OL-roer (død 1996).
- 1918 - Audrey Totter, amerikansk skuespillerinde (død 2013).
- 1922 - George Roy Hill, amerikansk filminstruktør (død 2002).
- 1934 - Ole Espersen, dansk juraprofessor, politiker og minister (død 2020).
- 1942 - Jean-Claude Trichet, fransk finansmand, præsident i Den Europæiske Centralbank.
- 1944 - Johannes Flensted-Jensen, dansk amtsborgmester.
- 1945 - Knud Holten, dansk forfatter og journalist.
- 1946 - Poul Bruun, dansk rockproducer.
- 1946 - Uri Geller, israelsk tv-fænomen.
- 1949 - Ole Vagner, dansk iværksætter og direktør.
- 1953 - Peter Rønnov-Jessen, dansk forfatter.
- 1960 - Thomas Mygind, dansk tv-vært.
- 1964 - Morten Løkkegaard, dansk tv-journalist.
- 1973 - Sissel-Jo Gazan, dansk biolog, journalist og forfatter.
- 1989 - Allan Hyde, dansk skuespiller.
- 1998 - Kylian Mbappé, fransk fodboldspiller.

### Dødsfald
- 1552 - Katharina von Bora, tysk nonne (født 1499).
- 1712 - Gregers Daa, dansk officer (født 1658).
- 1783 - Antonio Soler, spansk komponist og musiker (født 1729).
- 1918 - Jacob Hegel, dansk forlagsboghandler (født 1851).
- 1929 - Rasmus Tholstrup, dansk mejerifabrikant og grundlægger (født 1861).
- 1931 - Edvard Brandes, dansk journalist, teaterkritiker, politiker og minister (født 1847).
- 1939 - Fritz Syberg, dansk landskabsmaler (født 1862).
- 1961 - Johannes Larsen, dansk maler. (født 1867).
- 1968 - John Steinbeck, amerikansk forfatter (født 1902).
- 1971 - Roy Oliver Disney, broder til Walt Disney (født 1893)
- 1978 - Ole Wisborg, dansk skuespiller (født 1925).
- 1982 - Artur Rubinstein, polsk-amerikansk pianist (født 1887).
- 1985 - Tyge Dahlgaard, dansk politiker og minister (født 1921).
- 1989 - Knud Meister, dansk journalist, redaktør og forfatter (født 1913).
- 1996 - Carl Sagan, amerikansk astronom (født 1934).
- 2007 - Peer Hultberg, dansk forfatter (født 1935).
- 2009 - Brittany Murphy, engelsk skuespillerinde (født 1977).
- 2016 - Michèle Morgan, fransk skuespillerinde (født 1920).

|  | Denne datoartikel kan blive bedre, hvis der indsættes et (bedre) billede Du kan hjælpe ved at afsøge Wikimedia Commons for et passende billede eller uploade et godt billede til Wikimedia Commons iht. de tilladte licenser og indsætte det i artiklen. |